# Talloires
Talloires ist eine Commune déléguée in der französischen Gemeinde Talloires-Montmin mit 1.593 Einwohnern (Stand 1. Januar 2022) im Département Haute-Savoie in der Region Auvergne-Rhône-Alpes.

## Geographie
Talloires liegt auf 447 m über dem Meeresspiegel, etwa zehn Kilometer südöstlich der Stadt Annecy (Luftlinie). Das Dorf erstreckt sich am östlichen Ufer des Lac d’Annecy gegenüber der Landzunge von Duingt, am Westfuß des zu den Bornes-Alpen gehörenden Kalkmassivs der Tournette.
Östlich von Talloires steigt der Hang steil zur Geländeterrasse von Vérel an (rund 750 m). Diese wiederum wird überragt von den schroffen Kalkfelsen der Dents de Lanfon (1834 m), den Rochers du Varo (2053 m) und der Bergspitze der Tournette, auf der mit 2351 m die höchste Erhebung von Talloires erreicht wird. Die teils waldbedeckten, teils von Felsbändern durchzogenen Hänge werden durch mehrere kurze Erosionstäler untergliedert.

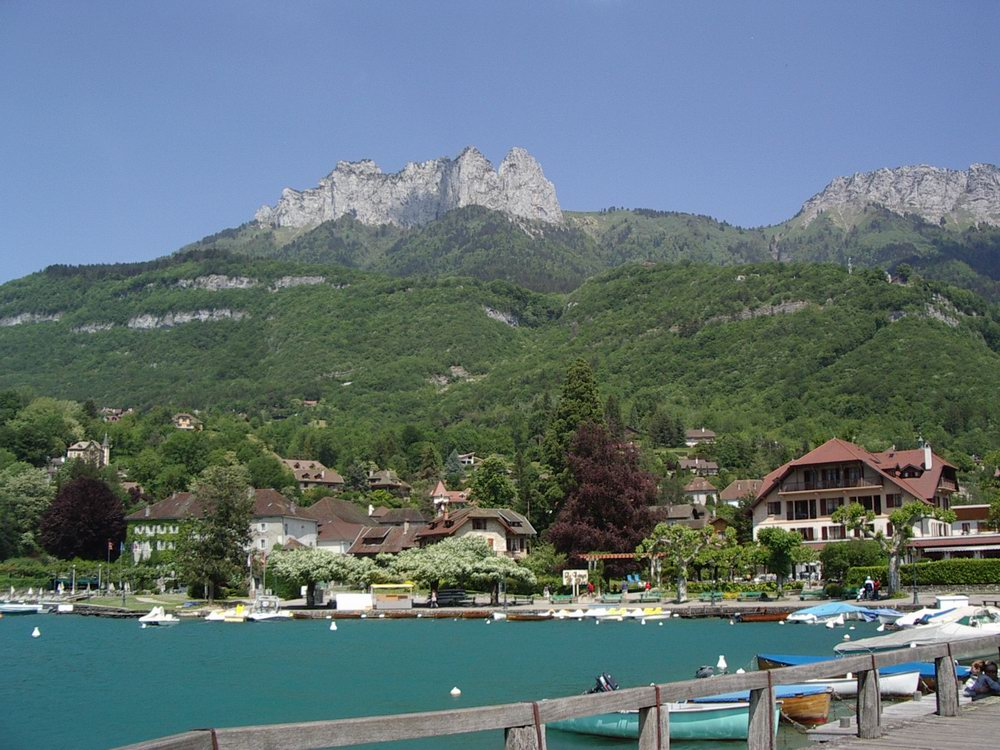
Blick auf Talloires und die Dents de Lanfon

Zu Talloires gehörten neben dem eigentlichen Ortskern auch verschiedene Weilersiedlungen und Gehöfte, darunter:
- Angon (450 m) auf einem Schwemmkegel am Ostufer des Lac d’Annecy
- Balmettes (450 m) am Ostufer des Lac d’Annecy
- Echarvine (520 m) im Tälchen östlich des Roc de Chère
- Perroix (580 m) am Fuß der Dents de Lanfon
- Vérel (750 m) auf einer Geländeterrasse hoch über dem Lac d’Annecy
- Ponnay (800 m) auf einem Geländevorsprung hoch über dem Lac d’Annecy
- Rovagny (820 m) auf einer Geländeterrasse hoch über dem Lac d’Annecy

Nachbarorte von Talloires sind Menthon-Saint-Bernard, Bluffy und Alex im Norden, Thônes und Les Clefs im Osten, Montmin und Doussard im Süden sowie Duingt und Saint-Jorioz im Westen.

## Geschichte
Das ehemalige Gemeindegebiet von Talloires war bereits im Neolithikum und während der Römerzeit besiedelt. Erstmals in den Urkunden erscheint der Ort im Jahre 866, als König Lothar von Lothringen das Gebiet seiner verstoßenen Frau Theutberga schenkte und sie anwies, hier ihren Wohnsitz zu gründen. Sie ließ sich in Talloires nieder und setzte den Grundstein für ein kleines Kloster. König Rudolf III. von Burgund überließ das Gebiet von Talloires 1016 der Benediktinerabtei von Savigny bei Lyon. In der Folge gründete der Mönch Germain von Savigny an der Stelle des bis dahin halb verfallenen Klosters eine große Kirche (existiert heute nicht mehr) und Wohngebäude für die Mönche. Er wurde erster Prior des späteren Klosters Talloires. Das Kloster entwickelte sich im Lauf des Mittelalters zu einem bedeutenden religiösen Zentrum der Region und erlangte durch Schenkungen der Grafen von Genf und der Herzöge von Savoyen weitreichenden Grundbesitz. Es wurde 1674 von Papst Clemens X. zur königlichen Abtei erhoben. Während der Französischen Revolution wurde die Abtei aufgehoben und teilweise zerstört.
Die Gemeinde Talloires wurde mit Wirkung vom 1. Januar 2016 mit der früheren Gemeinde Montmin fusioniert und zur Commune nouvelle Talloires-Montmin zusammengelegt. Sie gehörte zum Arrondissement Annecy und zum Kanton Faverges-Seythenex.

## Sehenswürdigkeiten
Die Pfarrkirche von Talloires wurde im 18. Jahrhundert errichtet. Teile der alten Abteigebäude sind erhalten, sie wurden nach einem Brand 1631 unter Verwendung früherer Bausubstanz (Kapitelle aus dem 11. Jahrhundert) wieder aufgebaut. Im alten Priorat ist heute das Kulturzentrum der Tufts University von Boston untergebracht. Auf der Höhe oberhalb von Talloires befindet sich die Ermitage Saint-Germain mit einer Wallfahrtskirche, die 1780 erbaut wurde. Sie steht an der Stelle, wo der heilige Germain, erster Prior von Talloires, im 11. Jahrhundert eine Einsiedelei gegründet hatte. Im Ortskern von Talloires sind zahlreiche Häuser im charakteristischen savoyischen Baustil aus dem 17. und 18. Jahrhundert erhalten.

## Bevölkerung
| Bevölkerungsentwicklung | Bevölkerungsentwicklung |
| Jahr                    | Einwohner               |
| ----------------------- | ----------------------- |
| 1962                    | 623                     |
| 1968                    | 700                     |
| 1975                    | 785                     |
| 1982                    | 931                     |
| 1990                    | 1287                    |
| 1999                    | 1448                    |
| 2006                    | 1536                    |

Im Verlauf des 19. und 20. Jahrhunderts nahm die Einwohnerzahl aufgrund starker Abwanderung kontinuierlich ab (1861 wurden in Talloires noch 1183 Einwohner gezählt). Seit Beginn der 1970er Jahre wurde dank der attraktiven Wohnlage und der Nähe zu Annecy eine deutliche Bevölkerungszunahme verzeichnet. Außerhalb des alten Ortskerns und an den Berghängen wurden zahlreiche neue Einfamilienhäuser und Villen errichtet.

## Wirtschaft und Infrastruktur
Talloires war bis weit ins 20. Jahrhundert hinein ein vorwiegend durch die Landwirtschaft geprägtes Dorf. Heute gibt es einige Betriebe des lokalen Kleingewerbes. Viele Erwerbstätige sind Wegpendler, die in den größeren Ortschaften der Umgebung, insbesondere in Annecy ihrer Arbeit nachgehen. Dank seiner schönen Lage am See, dem sehenswerten alten Ortskern und dem milden Klima hat sich Talloires in den letzten Jahrzehnten zu einem wichtigen Ferienort entwickelt. Auch der Tagestourismus spielt eine bedeutende Rolle.
Die Ortschaft ist verkehrsmäßig recht gut erschlossen. Sie liegt an der Hauptstraße D909a, die von Annecy entlang dem östlichen Ufer des Lac d’Annecy nach Doussard führt. Weitere Straßenverbindungen bestehen mit Bluffy und über den Col de la Forclaz mit Montmin. Der nächste Anschluss an die Autobahn A41 befindet sich in einer Entfernung von rund 16 km.

## Persönlichkeiten
- François Bise (1928–1983), Koch und Gastronom